# شمیلتس
شمیلتس (به لاتین: Śmielec) یک کوه در لهستان است که در جمهوری چک واقع شده‌است. شمیلتس ۱٬۴۲۴ متر بالاتر از سطح دریا واقع شده‌است.